# 馬歇·馬叟
馬歇·馬叟（法語：Marcel Marceau，法語發音：[maʁsɛl maʁso]；1923年3月22日—2007年9月22日），本名馬歇·曼格尔（法語：Marcel Mangel），Marcel Marceau或Mime Marceau是他的藝名。他是法國猶太裔戲劇家，以默劇小丑而聞名。
他於1947年創作「畢普先生」（Bip）而聞名全世界。畢普是個白臉小丑，總是穿著條紋工作服，並戴著老舊的高高圓筒帽。

## 生平

### 早期生活與訓練
馬歇·馬叟生於法國斯特拉斯堡，是Anne (婚前姓Werzberg) 與Charles Mangel之子。 在他十六歲的時候，他的猶太家庭在第二次世界大戰其間被迫逃到利摩日。他與其兄弟Alain 稍後加入了夏爾·戴高樂的自由法國軍團，而因為他傑出的英語能力，跟隨喬治·巴頓的軍隊擔任聯絡官的工作。他的父親是一名販售犹太教饮食规定的肉販，遭到了蓋世太保的逮捕並於1944年死於奧斯威辛集中營。他結過三次婚並且擁有四名子女。 
在見過查理·卓別林之後，馬叟成為一名演員。當戰爭結束後，他於1946年進入默劇大師Charles Dullin位於巴黎莎拉·伯恩哈特劇院所設之學校的戲劇系學生，在此處他跟隨Charles Dullin以及Étienne Decroux等大師學習，這些大師也曾擔任過Jean-Louis Barrault的老師。馬叟加入了Barrault的公司 並隨即在默劇中演出Baptiste的知名角色。(此角也曾由Barrault本人在世界知名的影片天堂的孩子們裡詮釋)。馬叟的表現獲得了好評，也因此激勵他在同一年於莎拉·伯恩哈特劇院，演出他的第一齣mimodrama-名為「Praxitele and the Golden Fish」。一致的好評確立了馬叟在默劇上的地位。

### 演出生涯與著名角色
在1947年，馬叟創造了「畢普先生」（Bip）這個小丑角色，此角色身著水手裝與喇叭褲且面容憔悴，頭帶別花的絲質大禮帽，象徵著人生脆弱一面的模樣，也展現馬叟的另一個面向。即使查理·卓別林飾演的“Little Tramp”已經成為其本身的特色，但畢普諸事不順的遭遇（像是不管遇到蝴蝶或到獅子、在船上或是火車裡、在舞廳或是餐廳中）更能將其特點發揮得淋漓盡致。馬叟其自成一格的默劇演出，被公認為無人能出其右。他靜默的肢體動作，包含經典的《牢籠》(The Cage)。

### 世界認可

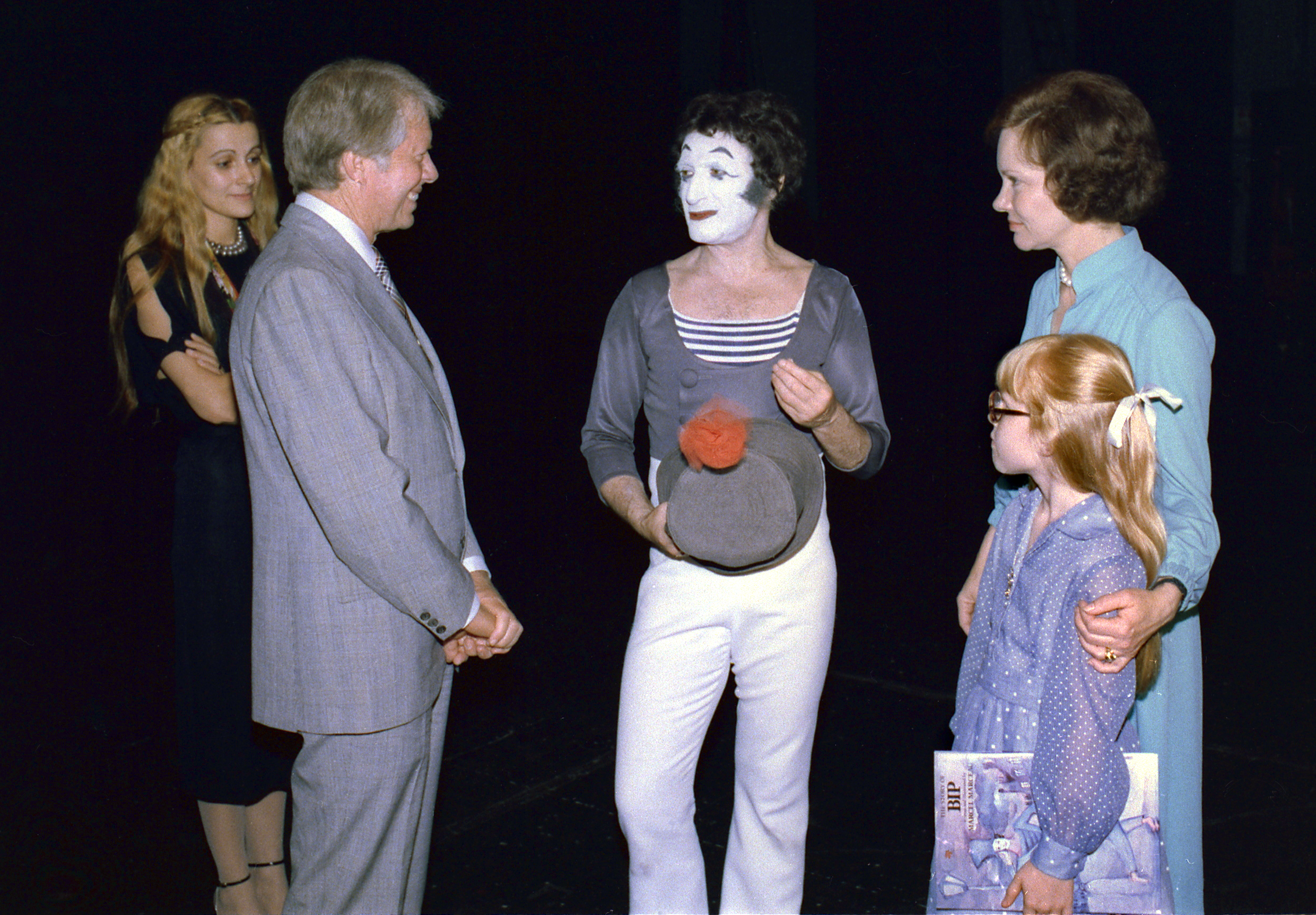
1977年6月16日與美國總統吉米·卡特以及罗莎琳·卡特和艾美·卡特會面

馬叟更在電影裡展現自己多樣的才藝，像是在《First Class》裡他就同時扮演了17個不同的角色；而在電影《Shanks》裡，他則是結合了自己的默劇藝術，飾演一個又聾又啞的木偶操縱者角色，在《太空英雌巴巴麗娜》他則展現了自己語言的天分，飾演Professor Ping這個瘋狂科學家的角色，在Mel Brooks的電影《Silent Movie》裡則客串演出自己，在這部電影裡為了達到諷刺的目的，馬叟是此劇唯一有台詞演出的演員（並收錄在原聲帶中）, 而他的台詞就是在劇中當Brooks問他是否願意參與電影演出時，他說了：「Non」（不）。馬叟亦曾在一部粗略取自其生活經歷的廉價電影《Paint It White》中飾演一個角色，但此片從未完成，因為另一位劇中演員，一位從他學生時代以來的好友，在途中遭遇槍擊。
身為一位作家，馬叟曾出版過兩本寫給孩童的書，
在1978年，馬叟在巴黎建立了自己所屬的學校「馬歇馬叟巴黎國際默劇學校École Internationale de Mimodrame de Paris, Marcel Marceau」(International School of Mimodrame of Paris, Marcel Marceau)。1996年為了推廣默劇藝術，他在美國建立了馬叟基金會。

### 逝世
2007年9月22日馬叟在法國卡奧爾的家中死於心臟病，享壽84歲。他被葬在法國巴黎的拉雪茲神父公墓。

## 榮譽

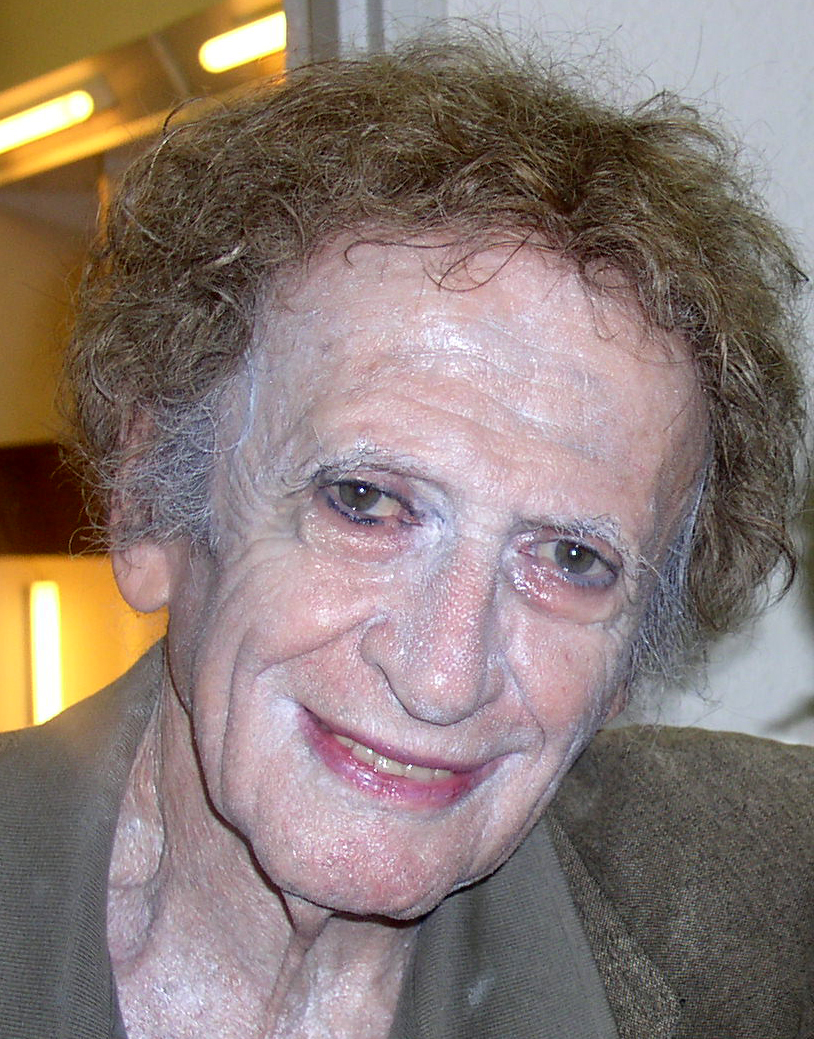
2004年

在1999年紐約市宣布3月18日為「馬歇馬叟日」。

## 作品

### 電影
| 年份 | 電影                                  | 角色                          | 備註                                                                                           |
| ---- | ------------------------------------- | ----------------------------- | ---------------------------------------------------------------------------------------------- |
| 1946 | La Bague                              |                               | Alain Resnais的短片                                                                            |
| 1954 | Pantomimes                            |                               | Paul Paviot的短片                                                                              |
| 1959 | Die schöne Lügnerin                   | Napoleon im Kabarett          | 德法合拍                                                                                       |
| 1965 | Marcel Marceau, le Baladin du silence |                               | Dominique Delouche的電影                                                                       |
| 1967 | His name was Robert                   | 客串                          | Ilya Olshvanger的電影                                                                          |
| 1968 | 《太空英雌巴巴麗娜》Barbarella        | Ping教授                      | 馬叟的聲音第一次在電影上聽到                                                                   |
| 1974 | Shanks                                | Malcolm Shanks / 年老的Walker | Shanks是聾啞人士。Walker不大說話，更在電影早段已死去。馬叟也為電影排練當中類似扯線木偶的動作。 |
| 1976 | Silent Movie                          | 本人                          | 馬叟只說了一個字，就是電影中唯一發聲的字「non」。                                              |
| 1979 | Les Îles                              | Director of the IGN           |                                                                                                |
| 1994 | Marcel Marceau ou le poids de l'âme   |                               | 馬叟、Alain Dhénaut及Jean-Pierre Burgaud / La Sept Vidéo製作                                   |

### 寫作
- 馬歇·馬叟為法國高空鋼索表演者（英语：tightrope walking）菲利普·帕蒂的1985年作品《On The High Wire》（ISBN 039471573X）寫序
- 馬歇·馬叟為Stefan Niedziałkowski與Jonathan Winslow的1993年作品《Beyond the Word -- the World of Mime》（ISBN 1-879094-23-1）寫序

## 影響
- Marceau's Creation of the World, a retelling of the first two chapters of Genesis is, in part, recreated by Axel Jodorowsky in Alejandro Jodorowsky's 1989 film Santa Sangre.  Both father and son Jodorowsky had worked with Marceau.
- 麥可·傑克遜舞蹈中的月球漫步靈感是來自於馬叟Walking Against the Wind的招牌動作.[4]
- 日本演員マルセ太郎受到馬叟極大的影響，而他的藝名即是衍申自馬叟的名字[來源請求].
- A mime similar to Marceau appeared in the 1991 Dwight Yoakam video "It Only Hurts When I Cry".
- Nick Cave's band Grinderman refers to Marceau in their song "No Pussy Blues": "I felt like Marcel Marceau must feel when she said that she just never wanted to"
- The fluid movements of Liquid Dancing and Popping can be traced to the influence of Marcel Marceau and pantomime theater.
- 日本動漫作品烘焙王當中的角色默劇演員夏多從小以馬歇‧馬叟為模仿對象

## 相關改編電影
- 《無聲救援（英语：Resistance (2020 film)）》

## 流行文化
2023年3月23日google doodle发布了关于馬歇·馬叟的涂鸦

## 外部連結
- 馬歇·馬叟在互联网电影资料库（IMDb）上的資料（英文）
- Obituary in The Times （页面存档备份，存于）
- The World of Mime Theatre Library: Marcel Marceau （页面存档备份，存于）
- Compagnie Bodecker&Neander （页面存档备份，存于） : Alexander Neander and Wolfram v. Bodecker are assistants and members of the Compagnie MARCEL MARCEAU.
- "World's Smallest Page of Movie Quotes" （页面存档备份，存于）
- Salon - Brilliant Careers （页面存档备份，存于）
- L'école Marceau （页面存档备份，存于）
- Obituary and Tribute （页面存档备份，存于）
- Obituary (Hungarian) （页面存档备份，存于）
- Condolence book (Hungarian) （页面存档备份，存于）
- International corporeal mime school in Barcelona - MOVEO Project